# Skrobaczów (gromada)
Skrobaczów – dawna gromada, czyli najmniejsza jednostka podziału terytorialnego Polskiej Rzeczypospolitej Ludowej w latach 1954–1972.
Gromady, z gromadzkimi radami narodowymi (GRN) jako organami władzy najniższego stopnia na wsi, funkcjonowały od reformy reorganizującej administrację wiejską przeprowadzonej jesienią 1954 do momentu ich zniesienia z dniem 1 stycznia 1973, tym samym wypierając organizację gminną w latach 1954–1972.
Gromadę Skrobaczów z siedzibą GRN w Skrobaczowie utworzono – jako jedną z 8759 gromad na obszarze Polski – w powiecie buskim w woj. kieleckim, na mocy uchwały nr 13a/54 WRN w Kielcach z dnia 29 września 1954. W skład jednostki weszły obszary dotychczasowych gromad Skrobaczów, Kuchary, Prusy Stare i Szczytniki ze zniesionej gminy Szczytniki w tymże powiecie. Dla gromady ustalono 13 członków gromadzkiej rady narodowej.
Gromadę zniesiono 31 grudnia 1959, a jej obszar włączono do gromad Kołaczkowice (wsie Kuchary i Szczytniki oraz kolonie Kuchary i Szczytniki) i Stopnica (wsie Prusy Stare i Skrobaczów, kolonie Prusy Nowe, Wygoda Skrobacka, Gajówka i Górka Skrobacka oraz przysiółek Podlasek).